# Јане Сандански
Јане Сандански (буг. Яне Сандански); Влахи, 31. јануар 1872 — Пирин, 22. април 1915) македонско-бугарски револуционар и члан ВМРО-а.

## Биографија
Рођен је 31. јануара 1872. године у селу Влахи код Мелника, Пиринска Македонија, Османско царство. Завршио је прогимназију у Дупници у Бугарској. У младости је био активан међу македонском емиграцијом у Дупници. Од 1895. до 1897. био је учесник четничког устанка, којег је организовао Врховни македонски комитет (врховисти). Године 1899. упознао се са Гоцом Делчевим и Ђорчом Петровим и прешао у Тајну македонско-одринску револуционарну организацију (ТМОРО). Делчев га је 1901. године одабрао за војводу пограничних региона Среског округа за заштиту територије од врховиста.
Године 1903. успротивио се решењу Солунског конгреса о дизању устанка исте године. Након почетка Илинданског устанка организовао је Крстовдански устанак у Сереском револуционарном округу. Учествовао је на Рилском конгресу, 1905. године, и на окружним конгресима у Серском округу. По његовој наредби извршено је суђење и ликвидација Ивана Гарванова и Бориса Сафарова, 1907. године.
Од 1908. године сарађивао је са младотурцима и учествовао у младотурском походу на Цариград, када је 1909. године детронисан султан Абдул Хамид II.
Учествовао је у Првом балканском рату, када су бугарски одреди под његовим вођством ослободили Мелник. Дејствовао је и при заузимању Рупелске клисуре. Са својим је одредима 1912. године ушао у Солун, где се сукобио са бугарским официрима због својих ставова о аутономној и независној Македонији.
За време Другог балканског рата борио се на бугарској страни у рилској дивизији.
У заседи су га убили политички противници код села Пирин, 22. априла 1915. године.

### Наслеђе
Сандански је био противник врховизма и бугарске доминације над Македонијом. Његове идеје наставили су следбеници, названи санданистима.
И Бугари славе Санданског као свог националног хероја, па је тако у Пиринској Македонији место Свети Врач, 1949. године, преименовано у Сандански. Предмет је спорења између Бугарске и Северне Македоније.
За време Народноослободилачке борбе у Македонији од 1941. до 1944. године, Битољски партизански одред носио је његово име.